# Lewis J. Rachmil
Lewis J. Rachmil (* 3. Juli 1908 in New York City, New York; † 19. Februar 1984 in Beverly Hills, Kalifornien) war ein US-amerikanischer Artdirector, Szenenbildner und Filmproduzent, der bei der Oscarverleihung 1941 für den Oscar für das beste Szenenbild nominiert war.

## Leben
Rachmil begann seine Laufbahn als Artdirector und Szenenbildner in der Filmwirtschaft Hollywoods 1934 bei dem Film Tres Amores und wirkte bis zu seinem Tod an der szenischen Ausstattung von fast sechzig Filmen mit. Für die Szenerie in Unsere kleine Stadt (1940), einer Verfilmung des gleichnamigen Theaterstücks von Thornton Wilder unter der Regie von Sam Wood mit William Holden, Martha Scott und Frank Craven wurde er bei der Oscarverleihung 1941 für den Oscar für das beste Szenenbild nominiert.
Nach 1941 war Rachmil dann überwiegend als Produktionsmanager sowie Produzent tätig und war als solcher an der Produktion von knapp neunzig Filmen beteiligt.

## Filmografie (Auswahl)

### Artdirector und Szenenbildner
- 1934: Tres Amores
- 1936: Hopalong Cassidy Returns
- 1937: Roll Along, Cowboy
- 1938: Pride of the West
- 1939: Heritage of the Desert
- 1940: Unsere kleine Stadt
- 1941: Piraten zu Pferde

### Produktionsmanager, Associate Producer und Produzent
- 1935: Trails of the Wild
- 1949: The Great Dan Patch
- 1950: Quicksand
- 1941: The Parson of Panamint
- 1943: Hoppy Serves a Writ
- 1944: Texas Masquerade
- 1948: Silent Conflict
- 1948: Der Pantoffelheld (An Innocent Affair)
- 1950: Hunt the Man Down
- 1953: Mit der Waffe in der Hand (Gun Fury)
- 1954: Lebensgier (Human Desire)
- 1955: In die Enge getrieben (Tight Spot)
- 1955: The Violent Men
- 1959: Men Into Space
- 1959: April entdeckt die Männer (Gidget)
- 1963: Könige der Sonne
- 1965: Nymphomania
- 1966: Hawaii
- 1968: Inspektor Clouseau
- 1984: Footloose
- 1984: Protocol – Alles tanzt nach meiner Pfeife